# Торда
Торда (мађ. Torda) је насеље у Србији у општини Житиште у Средњобанатском управном округу. Према попису из 2022. било је 1041 становника.

## Историја
У Торди је рођен 4./16. јануара 1814. године кардинал Јосиф Михаловић, надбискуп загребачки. Школовао се у Великом Бечкереку, Темишвару и Сегедину, а завршио је богословију у темишварском Семинару. Од 1836. године је свештеник, и служи као капелан у градској цркви у Темишвару. Постаје 1848. године каноник Чанадске бискупије, а 1870. године именовао га је цар аустријски за загребачког надбискупа. Године 1877. ступа као кардинал, одликован великим крстом Леополдовог ордена. прославио је 1886. године своју "златну мису". Умро је 7./19. фебруара 1891. године.
Село је 31. марта 2013. године погодио торнадо односећи кровове кућа. Село је познато по изворишту воде „Свети Ђорђе“.

## Демографија
У насељу Торда живи 1409 пунолетних становника, а просечна старост становништва износи 41,8 година (39,5 код мушкараца и 43,9 код жена). У насељу има 651 домаћинство, а просечан број чланова по домаћинству је 2,72.
Ово насеље је углавном насељено Мађарима (према попису из 2002. године), а у последња три пописа, примећен је пад у броју становника.
|  |

| Демографија | Демографија | Демографија |
| Година      | Становника  | Становника  |
| ----------- | ----------- | ----------- |
| 1948.       | 4.172       |             |
| 1953.       | 4.085       |             |
| 1961.       | 3.803       |             |
| 1971.       | 3.345       |             |
| 1981.       | 2.697       |             |
| 1991.       | 2.183       | 2.118       |
| 2002.       | 1.771       | 1.792       |

| Етнички састав према попису из 2002.‍ | Етнички састав према попису из 2002.‍ | Етнички састав према попису из 2002.‍ | Етнички састав према попису из 2002.‍ | Етнички састав према попису из 2002.‍ |
| ------------------------------------ | ------------------------------------ | ------------------------------------ | ------------------------------------ | ------------------------------------ |
|                                      |                                      |                                      |                                      |                                      |
| Мађари                               | Мађари                               |                                      | 1.533                                | 86,56%                               |
| Роми                                 | Роми                                 |                                      | 82                                   | 4,63%                                |
| Срби                                 | Срби                                 |                                      | 46                                   | 2,59%                                |
| Југословени                          | Југословени                          |                                      | 10                                   | 0,56%                                |
| Хрвати                               | Хрвати                               |                                      | 6                                    | 0,33%                                |
| Румуни                               | Румуни                               |                                      | 2                                    | 0,11%                                |
| Немци                                | Немци                                |                                      | 1                                    | 0,05%                                |
| непознато                            | непознато                            |                                      | 1                                    | 0,05%                                |

| Година пописа     | 1948. | 1953. | 1961. | 1971. | 1981. | 1991. | 2002. |
| ----------------- | ----- | ----- | ----- | ----- | ----- | ----- | ----- |
| Број домаћинстава | 1.095 | 1.109 | 1.091 | 1.009 | 878   | 778   | 651   |

| Број чланова      | 1   | 2   | 3   | 4   | 5  | 6  | 7 | 8 | 9 | 10 и више | Просек |
| ----------------- | --- | --- | --- | --- | -- | -- | - | - | - | --------- | ------ |
| Број домаћинстава | 141 | 201 | 117 | 120 | 49 | 16 | 2 | 4 | 0 | 1         | 2,72   |

| Пол    | Укупно | Неожењен/Неудата | Ожењен/Удата | Удовац/Удовица | Разведен/Разведена | Непознато |
| ------ | ------ | ---------------- | ------------ | -------------- | ------------------ | --------- |
| Мушки  | 709    | 181              | 480          | 28             | 20                 | 0         |
| Женски | 764    | 76               | 479          | 194            | 14                 | 1         |
| УКУПНО | 1.473  | 257              | 959          | 222            | 34                 | 1         |

| Пол    | Укупно                    | Пољопривреда, лов и шумарство | Рибарство                            | Вађење руде и камена | Прерађивачка индустрија       |
| ------ | ------------------------- | ----------------------------- | ------------------------------------ | -------------------- | ----------------------------- |
| Мушки  | 523                       | 421                           | 0                                    | 1                    | 54                            |
| Женски | 359                       | 289                           | 0                                    | 0                    | 17                            |
| УКУПНО | 882                       | 710                           | 0                                    | 1                    | 71                            |
| Пол    | Производња и снабдевање   | Грађевинарство                | Трговина                             | Хотели и ресторани   | Саобраћај, складиштење и везе |
| Мушки  | 1                         | 3                             | 11                                   | 5                    | 10                            |
| Женски | 0                         | 0                             | 22                                   | 1                    | 3                             |
| УКУПНО | 1                         | 3                             | 33                                   | 6                    | 13                            |
| Пол    | Финансијско посредовање   | Некретнине                    | Државна управа и одбрана             | Образовање           | Здравствени и социјални рад   |
| Мушки  | 0                         | 1                             | 6                                    | 4                    | 3                             |
| Женски | 0                         | 0                             | 4                                    | 17                   | 4                             |
| УКУПНО | 0                         | 1                             | 10                                   | 21                   | 7                             |
| Пол    | Остале услужне активности | Приватна домаћинства          | Екстериторијалне организације и тела | Непознато            | Непознато                     |
| Мушки  | 3                         | 0                             | 0                                    | 0                    | 0                             |
| Женски | 2                         | 0                             | 0                                    | 0                    | 0                             |
| УКУПНО | 5                         | 0                             | 0                                    | 0                    | 0                             |